# South Boulevard (métro de Chicago)
South Boulevard (abrégé en South Blvd) est une station aérienne de la ligne mauve du métro de Chicago sur la Evanston Branch. La station South Boulevard est située sur le territoire de la ville de Evanston, juste au nord de Chicago. Les travaux d'aménagements de la station ont débuté en 1929 afin de remplacer l’ancienne station Calvary Cimetery et elle fut inaugurée en 1931.

## Description
Dessinée par Arthur U. Gerber, (qui a entre autres également conçu la station Sheridan très similaire sur la ligne rouge), South Boulevard est composée d’un quai central sinueux afin d’épouser la forme de la rue qu’elle surplombe. 
Elle reste aujourd’hui fort similaire à la station d’origine, seuls les caténaires maintenus par des arches en acier ont disparu en 1973 lors de l’installation d’un rail électrique au sol tandis que l’éclairage a été renouvelé en 1998. Pour le reste, hormis des travaux de rénovation légers effectués en 2005, sa structure n’a pas été modifiée. 
La station a été utilisée par 233 990 passagers en 2008.

## Correspondances
Avec les bus de la Chicago Transit Authority :
- #205 Chicago/Golf
- #N201 Central/Sherman (Owl Service - Service de nuit)

## Dessertes
| Nord/Ouest            |  |                                    |  | Sud/Est                           |
| --------------------- |  | ---------------------------------- |  | --------------------------------- |
| Main vers Linden      |  | ligne mauve (heures creuses)       |  | Howard (terminus)                 |
| Main vers Linden      |  | ligne mauve (heures de pointe) (d) |  | Howard vers Linden via Clark/Lake |
| modifier sur Wikidata |  |                                    |  |                                   |